# Tattoo (песня Van Halen)
«Tattoo» (с англ. — «Татуировка») — пятьдесят пятый в общем и первый с альбома A Different Kind of Truth сингл хард-рок группы Van Halen, выпущенный 10 января 2012 года на лейбле Interscope Records.

## О сингле
Это первый сингл Van Halen за 8 лет, а также первый сингл который вышел на лейбле Interscope Records.
Это первый сингл Van Halen после воссоединения с ведущим вокалистом Дэвидом Ли Ротом в 2007 году, и первый с басистом Вольфгангом Ван Халеном.
Структура песни основана в основном на песне под названием «Down in Flames», которая была написана Van Halen в 1977 году и исполнялась вживую во время их «клубных дней», а также их 1-го мирового турне в 1978 году. Когда группа решила сделать кавер-версию песни Клинта Балларда-младшего «You Are No Good» для своего второго альбома Van Halen II, они включили вступление из «Down in Flames» в качестве вступления к своей аранжировке.
По словам Рэя Люзье, над версией песни работали во время прерванного воссоединения 2001 года с Ротом.
«Tattoo» стал первым синглом Van Halen, попавшим в чарты американского Billboard Hot 100 за 17 лет, и их 23-м общим местом.
30-секундный «тизерный» клип на песню был опубликован 6 января 2012 года. Официальный релиз сингла был объявлен 10 января после того, как Van Halen сыграл интимный клубный концерт в «Кафе Wha».

## Список композиций
CD США
| №  | Название | Длительность |
| -- | -------- | ------------ |
| 1. | «Tattoo» | 4:44         |

## Участники записи
- Дэвид Ли Рот — вокал
- Эдвард Ван Хален — электрогитара, бэк-вокал
- Вольфганг Ван Хален — бас-гитара, бэк-вокал
- Алекс Ван Хален — ударные, перкуссия